# Världsmästerskapen i alpin skidsport 1935
Världsmästerskapen i alpin skidsport 1935 arrangerades i Mürren i Schweiz 22–25 februari 1935.

## Medaljer
| Placering | Land      | Guld | Silver | Brons | Totalt |
| --------- | --------- | ---- | ------ | ----- | ------ |
| 1         | Österrike | 3    | 0      | 0     | 3      |
| 2         | Tyskland  | 2    | 2      | 3     | 7      |
| 3         | Schweiz   | 1    | 2      | 2     | 5      |
| 4         | Frankrike | 0    | 2      | 0     | 2      |
| 2         | Norge     | 0    | 0      | 1     | 1      |

## Herrar

### Störtlopp
25 februari 1935
| Placering | Land      | Namn           |
| --------- | --------- | -------------- |
| 1         | Österrike | Franz Zingerle |
| 2         | Frankrike | Emile Allais   |
| 3         | Schweiz   | Willi Steuri   |

### Slalom
24 februari 1935
| Placering | Land      | Namn             |
| --------- | --------- | ---------------- |
| 1         | Österrike | Anton Seelos     |
| 2         | Schweiz   | David Zogg       |
| 3         | Tyskland  | Friedl Pfeiffer  |
|           | Frankrike | Francois Vignole |

### Kombination
24 - 25 februari 1935
| Placering | Land      | Namn         |
| --------- | --------- | ------------ |
| 1         | Österrike | Anton Seelos |
| 2         | Frankrike | Emile Allais |
| 3         | Norge     | Birger Ruud  |

## Damer

### Störtlopp
23 februari 1935
| Placering | Land     | Namn          |
| --------- | -------- | ------------- |
| 1         | Tyskland | Christl Cranz |
| 2         | Tyskland | Hady Pfeiffer |
| 3         | Schweiz  | Anny Rüegg    |

### Slalom
22 februari 1935
| Placering | Land     | Namn            |
| --------- | -------- | --------------- |
| 1         | Schweiz  | Anny Rüegg      |
| 2         | Tyskland | Christl Cranz   |
| 3         | Tyskland | Käthe Grasegger |

### Kombination
22 - 23 februari 1935
| Placering | Land     | Namn            |
| --------- | -------- | --------------- |
| 1         | Tyskland | Christl Cranz   |
| 2         | Schweiz  | Anny Rüegg      |
| 3         | Tyskland | Käthe Grasegger |